# Saint-Germain-Lavolps
Saint-Germain-Lavolps este o comună în departamentul Corrèze din centrul Franței. În 2009 avea o populație de 91 de locuitori.

## Evoluția populației
| An        | 1975 | 1982 | 1990 | 1999 | 2006 | 2009 |
| --------- | ---- | ---- | ---- | ---- | ---- | ---- |
| Populație | 82   | 82   | 99   | 93   | 91   | 91   |